# 扎戈里
扎戈里（希臘語：Ζαγόρι）是希腊伊庇鲁斯大区约阿尼纳专区的市镇，行政中心为阿斯普兰盖利村。市镇面积为989.8平方公里，2021年人口数量为3,374人。
此市镇设立于2011年地方政府改革中，由原5个市镇合并而成，原市镇则成为此市镇的5个市区。